# Sem Dresden
Sem Dresden (ur. 20 kwietnia 1881 w Amsterdamie, zm. 30 lipca 1957 w Hadze) – holenderski kompozytor, dyrygent i pedagog muzyczny.

## Życiorys
Studiował teorię muzyki w konserwatorium w Amsterdamie, później uczył się kompozycji i dyrygentury u Hansa Pfitznera w konserwatorium w Berlinie. Po powrocie do Amsterdamu założył zespół chóralny Haarlemsche Motet-en Madrigaalvereeniging, z którym występował jako dyrygent, poza tym został nauczycielem w konserwatorium, w 1919 profesorem, a w 1924 dyrektorem. Jednocześnie od 1918 do 1927 publikował artykuły w gazetach  „De Amsterdammer” i „De Telegraaf” W 1937 został dyrektorem konserwatorium królewskiego w Hadze (do 1949). Wzbogacił współczesny repertuar holenderskiej muzyki chóralnej. Komponował utwory orkiestrowe, kameralne, wokalno-instrumentalne (m.in. oratoria St Antoine z 1953, St Joris z 1956, Carnevals Cantate z 1954), skomponował też operę François Villon (zagraną po raz pierwszy w Amsterdamie w 1958). Jego kompozycje były podobne do współczesnej muzyki francuskiej. W 1953 opublikował zbiór esejów Stromingen en Tegenstromingen in de Muziek, napisał też pracę Algemene Muziekleer (Elementarna teoria muzyki) mającą 11 wydań. Krótko przed śmiercią dokonał konwersji na katolicyzm.